# Raccogli l'attimo
Raccogli l'attimo è un singolo di Al Bano e Romina Power, pubblicato il 5 febbraio 2020 dalla Sony Music, scritto da Cristiano Malgioglio e Antonio Summa.
Il brano è stato presentato la sera del 4 febbraio 2020 al Festival di Sanremo 2020 dove Al Bano e Romina Power hanno partecipato in qualità di ospiti. È stato poi pubblicato in download digitale dal 5 febbraio e anticipa l'album omonimo in uscita il 7 febbraio. Il duo successivamente non ha avuto opportunità di promuovere più di tanto il singolo, a causa dell'emergenza del COVID-19

## Tracce
1. Raccogli l'attimo